# ادام دنش
ادام دنش (انگلیسی: Adam Danch؛ زادهٔ ۱۵ دسامبر ۱۹۸۷) یک ورزشکار اهل لهستان است.
از باشگاه‌هایی که در آن بازی کرده‌است می‌توان به گورنیک زابژه، تیم ملی فوتبال لهستان، و تیم ملی فوتبال زیر ۲۱ سال لهستان اشاره کرد.
وی همچنین در تیم‌های ملی فوتبال Poland U-20 Poland ۲. دسامبر ۲۰۱۵ بازی کرده است.